# 23265 von Wurden
23265 von Wurden là một tiểu hành tinh vành đai chính với chu kỳ quỹ đạo là 1469.3369580 ngày (4.02 năm).
Nó được phát hiện ngày 30 tháng 12 năm 2000.